# Канцлер

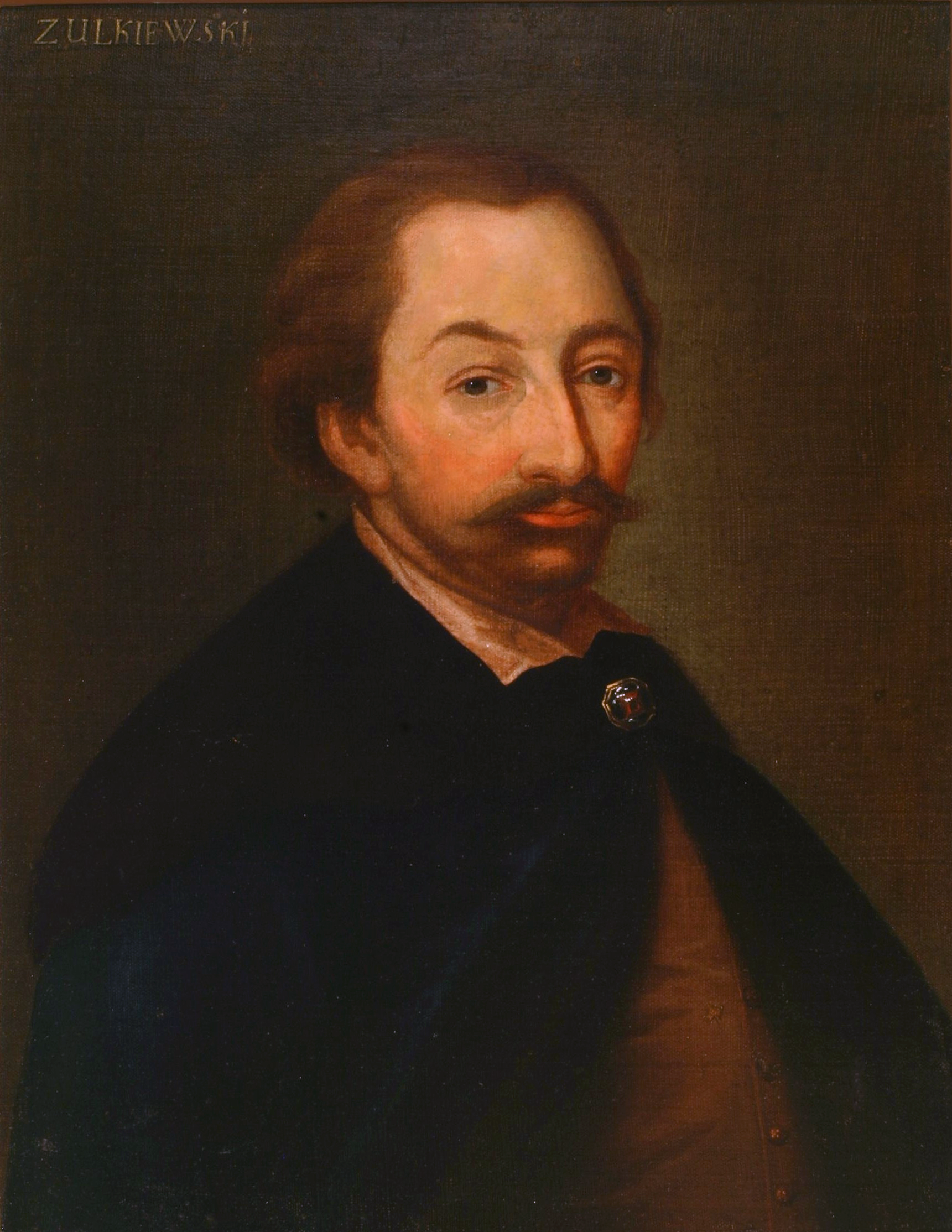
Станіслав Жолкевський, великий канцлер коронний.

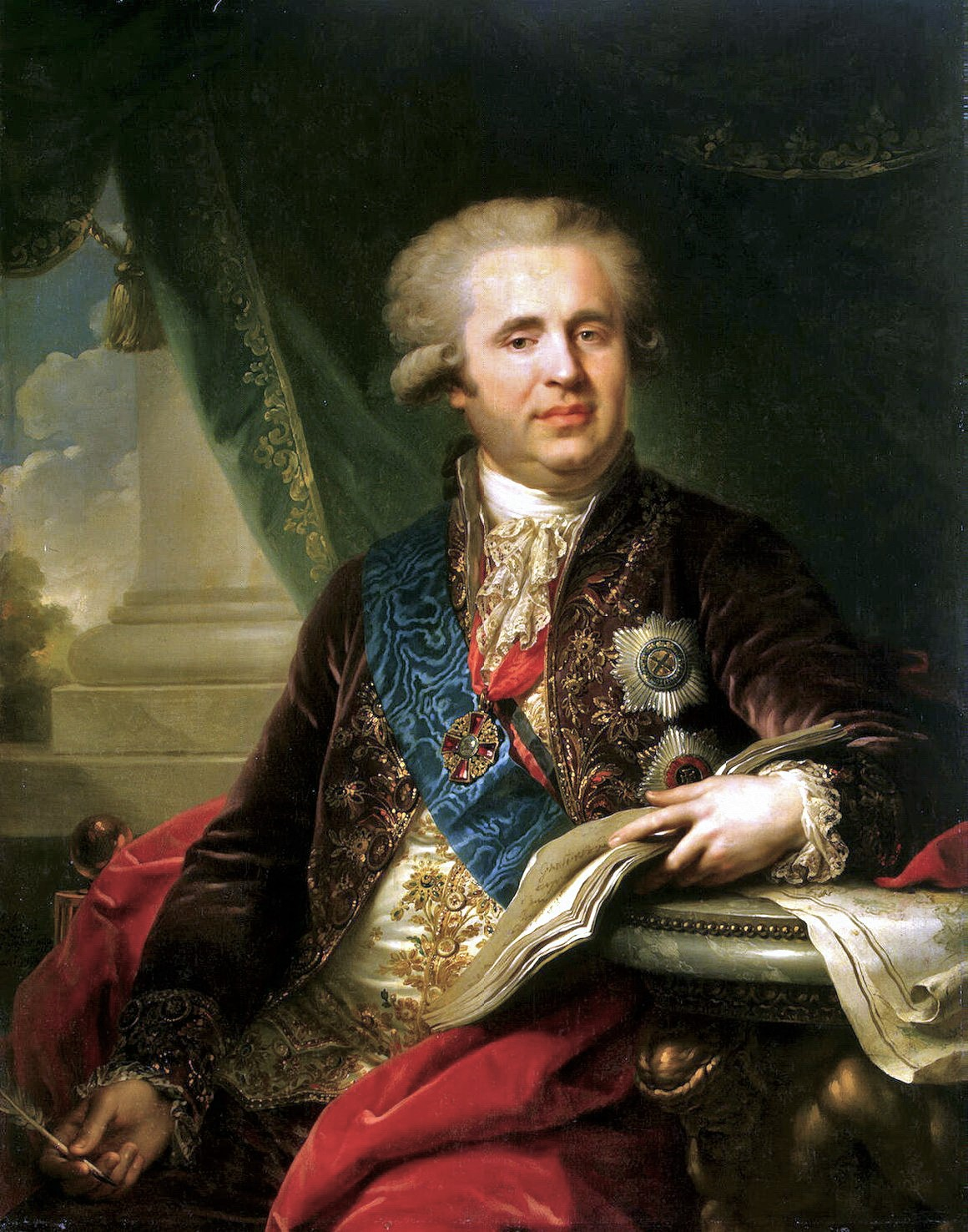
Олександр Безбородько, канцлер Російської імперії.

Ка́нцлер (лат. Cancellarius, «секретар») — почесний титул і посада в ряді країн світу. У середньовічній і модерній Європі — вища посадова особа, що очолювала королівську канцелярію і архів, зберігала державну печатку, керувала урядом країни й закордонними справами. Залежно від контексту, сучасний термін «канцлер» може мати такі значення: 
- 1) голова уряду (переважно в німецькомовних країнах; аналог прем'єр-міністра);
- 2) голова зовнішньо-політичного відомства уряду (аналог міністра закордонних справ);
- 3) голова юридичного відомства уряду (аналог міністра юстиції);
- 4) голова фінансово-економічного відомства уряду (аналог міністра економіки чи фінансів);
- 5) титул голови університету.

## Австрія
- Федеральний канцлер Австрії — голова уряду Австрійської республіки.

## Велика Британія
- Канцлер скарбниці — голова економічно-фінансового блоку в уряді Великої Британії.

## Естонія
- Канцлер юстиції — наглядач за конституційністю нормо-правових актів у Естонській республіці.

## Курляндія
- 1727 — 1729: Казимир-Крістоф фон Бракель
- 1729 — 1731: Генріх-Георг фон Мірбах
- 1758 — 1759: Отто-Крістофер фон дер Говен
- 1759 — 1763: Дітріх фон Кейзерлінг
- 1763 — 1776: Йоганн-Ернст фон Клопманн
- 1776 — 1788: Ернст-Йоганн фон Таубе
- 1788 — 1794: Карл-Фердинанд фон Оргіс-Рутенберг

## Литва
- Великий канцлер литовський

## Німеччина
- Федеральний канцлер (Німеччина)

## Польща
- Канцлер — у Королівстві Польському і польських князівствах XII—XIV ст.
- Канцлер краківський — у Королівстві Польському в XIV ст.
- Канцлер коронний / Канцлер Королівства Польського — у Королівстві Польському до 1569 року.
- Великий канцлер коронний / Великий канцлер Королівства Польського — у Короні Польській, складовій Речі Посполитої (1569–1795)
- Підканцлер коронний — заступник великого канцлера.

## Росія
- Канцлер Російської імперії

## Україна
В уряді Гетьманщини XVII—XVIII ст. еквівалентом посади канцлера фактично була посада генерального писаря.